# Chenistonia maculata
Espèce
Chenistonia maculata est une espèce d'araignées mygalomorphes de la famille des Anamidae.

## Distribution
Cette espèce est endémique du Victoria en Australie. Elle se rencontre vers Macedon.

## Description
La carapace du mâle syntype mesure 6 mm de long sur 4,5 mm et l'abdomen 6 mm de long sur 3,5 mm et la carapace de la femelle syntype mesure 6 mm de long sur 4,5 mm et l'abdomen 7 mm de long sur 4 mm.

## Publication originale
- Hogg, 1901 : On Australian and New Zealand spiders of the suborder Mygalomorphae. Proceedings of the Zoological Society of London, vol. 1901, p. 218-279 (texte intégral).